# Göran Willis

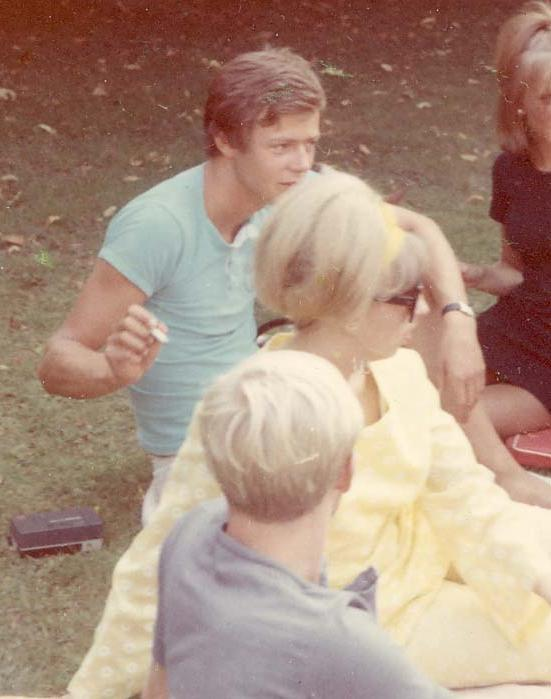
Willis (något skymd bakom Mia Adolphson) i Danderyd 1969.

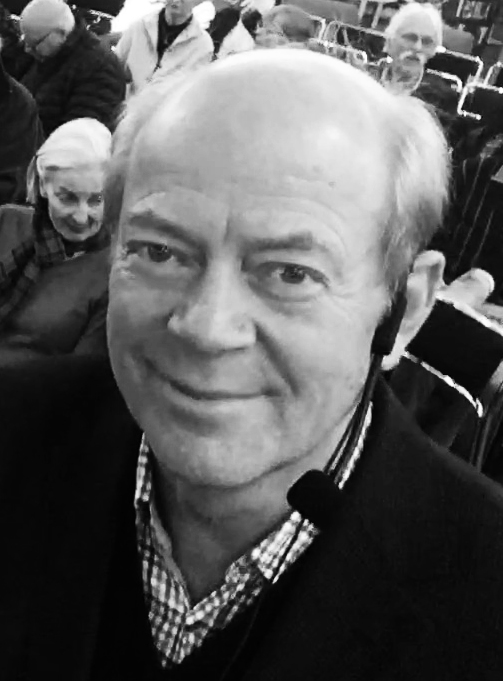
Göran Willis i samband med ett föredrag i Skövde kulturhus, 2020.

Göran Willis, född 31 mars 1950 i Stockholm, är en svensk författare, tv-producent och journalist. 
Göran Willis har läst statskunskap och pedagogik på Stockholms universitet och gått Berghs 2-åriga reklamkonsulentutbildning, vilket ledde till ett par år som copywriter. 
1978-1989 frilansade Göran Willis med kultur- och musikjournalistik på Sveriges Radios ungdomsredaktion i program som Neonmagasinet, Linje 19, Ding, Dong & Cult och Nova. Parallellt arbetade han som informationssekreterare på Studiefrämjandets riksförbund. 1989 tog han steget över till televisionen, först som reporter på nystartade TV3:s nöjes- och kulturprogram Nattpatrullen, sedan som reporter på Kulturen i SVT. Där träffade han reportern Staffan Bengtsson och tillsammans kläckte de programidén K-märkt, ett femminutersprogram som sändes varje vecka i det direktsända magasinet Nästa Nybroplan. K-märkt fick omedelbart positiv respons från tittarna och 1992 startade Willis och Bengtsson Top Film AB för att producera K-märkt efter egna riktlinjer. Under nittiotalet producerade K-spanarduon, tillsammans med filmfotograf Hans-Åke Lerin, över 100 avsnitt av Tv-serien K-märkt och även ett tiotal halvtimmes TV-dokumentärer, som K-märkt på väg 301 (1993), K-märkt på Route 66 (1996), Sweden is a nice place, Hemma hos Gagarin och K-spanarna tar T-banan.
Göran Willis har även producerat TV-dokumentärerna Fasten your seatbelts - en K-märkt tripp med ett jubilerande flygbolag (1996), Hälsningar från Folkets park (1999), Erskine (1999) tillsammans med Anna Hedelius (då Magnusson) och Hans-Åke Lerin samt Tag plats, dörrarna stängs med anledning av järnvägens 150-årsjubileum i Sverige.
Tillsammans med kollegan Staffan Bengtsson har Göran Willis också givit ut totalt nio böcker med K-märkt tema.
Hösten 2010 kom Göran Willis första egna bok, K-spaning från ovan - Sverige för femtio år sedan och hur landet ligger i dag - ut på Trafik-Nostalgiska förlaget. Därefter har Willis stått som författare till ytterligare fem böcker i samarbete med olika författare.
Göran Willis tilldelades tillsammans med Staffan Bengtsson Olle Engkvist-medaljen 1999 för att de "med högklassig journalistik presenterar förbisedda kvaliteter i modernismens byggnader för en bred publik".